# Чемпионат мира по настольному теннису 2007

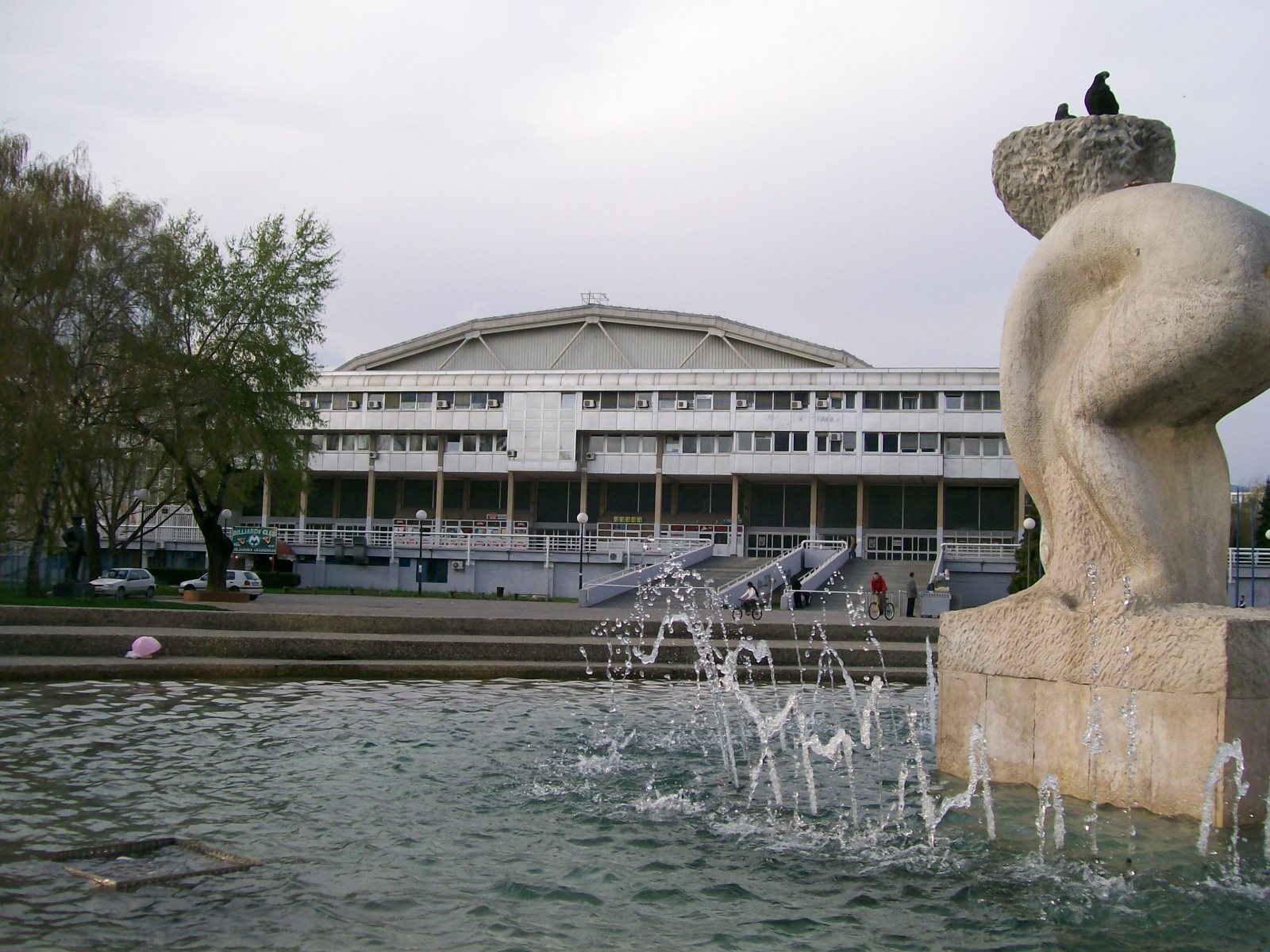
Дом Спортова — место проведения 49-го чемпионата мира по настольному теннису

Чемпионат мира по настольному теннису 2007 года (полное официальное название «Liebherr 2007 World Table Tennis Championships») проходил с 21 по 27 мая 2007 года в Загребе (Хорватия). В ходе чемпионата были разыграны пять комплектов медалей: в мужском и женском одиночных разрядах, в мужском и женском парных разрядах, а также в миксте.
В чемпионате приняли участие 368 мужчин и 282 женщины, в том числе 5 мужчин и 5 женщин из России.

## Результаты чемпионата

### Медалисты

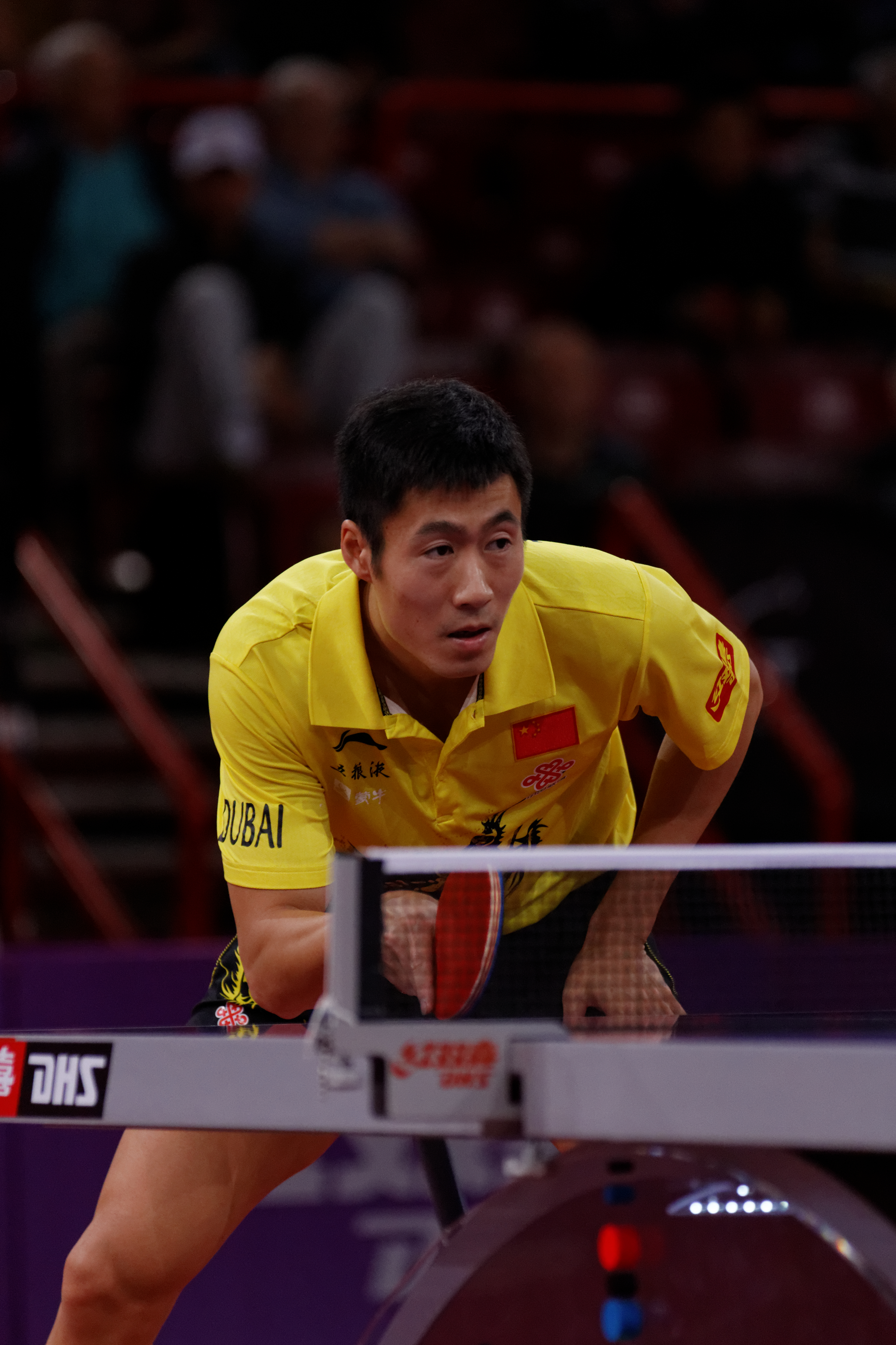
Ван Лицинь, чемпион мира в одиночном разряде 2007 года

| Разряд                   | Золото             | Серебро            | Бронза                         |
| ------------------------ | ------------------ | ------------------ | ------------------------------ |
| Мужской одиночный разряд | Ван Лицинь         | Ма Линь            | Ван Хао                        |
| Мужской одиночный разряд | Ван Лицинь         | Ма Линь            | Ю Сын Мин                      |
| Женский одиночный разряд | Го Юэ              | Ли Сяося           | Чжан Инин                      |
| Женский одиночный разряд | Го Юэ              | Ли Сяося           | Го Янь                         |
| Мужские пары             | Чэнь Ци Ма Линь    | Ван Лицинь Ван Хао | Chang Yen-shu Chiang Peng-lung |
| Мужские пары             | Чэнь Ци Ма Линь    | Ван Лицинь Ван Хао | Ko Lai Chak Li Ching           |
| Женские пары             | Ван Нань Чжан Инин | Го Юэ Ли Сяося     | Ли Цзявэй Ван Юэгу             |
| Женские пары             | Ван Нань Чжан Инин | Го Юэ Ли Сяося     | Kim Kyungah Park Mi-young      |
| Смешанный разряд         | Ван Лицинь Го Юэ   | Ма Линь Ван Нань   | Ko Lai Chak Tie Ya Na          |
| Смешанный разряд         | Ван Лицинь Го Юэ   | Ма Линь Ван Нань   | Qiu Yike Cao Zhen              |

### Общий зачет по странам
| Место | Страна           | Золото | Серебро | Бронза | Всего |
| ----- | ---------------- | ------ | ------- | ------ | ----- |
| 1     | Китай            | 5      | 5       | 4      | 14    |
| 2-3   | Гонконг          |        |         | 2      | 2     |
| 2-3   | Республика Корея |        |         | 2      | 2     |
| 4-5   | Китайский Тайбэй |        |         | 1      | 1     |
| 4-5   | Сингапур         |        |         | 1      | 1     |
| Всего | Всего            | 5      | 5       | 10     | 20    |